# マッド・シーズン
マッド・シーズン（Mad Season）は、シアトルのグランジシーンで活動していた複数のバンドのメンバー達のサイドプロジェクトとして1994年に結成されたアメリカのロックのスーパーグループ。バンドの主要メンバーはパール・ジャムのギタリストであるマイク・マクレディ、アリス・イン・チェインズのリードボーカルであるレイン・ステイリー、スクリーミング・トゥリーズのドラマーであるバレット・マーティン、そしてベーシストのジョン・ベイカー・ソーンダースである。マッド・シーズンは1995年3月に唯一のアルバム「Above（邦題：生還）」をリリースしている。このアルバムからのファースト・シングル曲「River of Deceit（邦題：リヴァー･オブ･ディシート(偽りの河)）」はラジオ放送によって成功を収め、Aboveは同年6月にアメリカレコード協会からゴールド・ディスクに認定された。
バンドのメンバー間のスケジュール調整が困難だったこととステイリーの薬物乱用の問題により、マッド・シーズンは1996年に半永久的に活動を休止する。1990年代後期にステイリー抜きでバンドを復活させる試みがあり、Aboveに続く新しい曲をリリースするために準備していたところ、1999年にジョン・ベイカー・ソーンダースが薬物の過剰摂取によりこの世を去ったためバンドは解散となった。ステイリーもまたその3年後に薬物過剰摂取によって命を落としている。マーティンとマクレディは一時的なバンドの再結成を二度おこなっており、一度目は2012年、そして二度目は2014年から2015年にかけてである。2013年3月にはAboveのリマスター版および様々な未発表作を収めたスペシャル版のボックス・セットが発売された。

## 来歴

### 活動初期（1994-1995年）
1994年発表のパール・ジャムのアルバム「Vitalogy（邦題：バイタロジー（生命学））」の制作期間中に、当該バンドのギタリストであるマイク・マクレディはミネソタ州のHazeldenクリニックのドラッグ・アルコールのリハビリ施設に入り、そこでベーシストのジョン・ベイカー・ソーンダースと出会う。二人は1994年にワシントン州シアトルに戻り、ドラマーのバレット・マーティンを迎えてサイド・バンドを結成した。マクレディはパール・ジャムやテンプル・オブ・ザ・ドッグといったバンドでプレイし、マーティンはスキン・ヤードおよびスクリーミング・トゥリーズ、そしてソーンダースはLittle Pat Rushing、ヒューバート・サムリン、Sammy FenderおよびThe Lamont Cranston Bandのようなブルースの面々と共に活動していた。3人はすぐにリハーサルをおこない、後にマッド・シーズンのアルバムAboveに収録される「Wake Up（邦題：ウェイク･アップ(覚醒)）」と「River of Deceit」の2曲を書いた。それからマクレディは友人でアリス・イン・チェインズのフロントマンであるレイン・ステイリーをラインアップに加え、これでバンドの主要メンバーが揃うこととなった。これは、マクレディがしらふ（中毒者でない）のミュージシャンとステイリーが活動を共にすることにより、ステイリー自身もしらふになることを願ってのことであった。
シングル曲が完成していない（マーティンによると、曲の序盤のみ）うえにバンド名さえ決まっていないにもかかわらず、マクレディは1994年10月12日にクロコダイル・カフェにて予告無しでショーをする予定を入れ、それは大きな成功へとつながった。アルバムに収められている「Artificial Red（邦題：アーティフィシャル･レッド(作為の赤) ）」はこのショーをプレイする中で形を成した曲である。同会場で更に2回のコンサート（1994年11月6日と20日）が予定され、彼らは自らを「The Gacy Bunch」と名乗った。”Gacy”は悪名高いシカゴの連続殺人犯のJohn Wayne Gacy（ジョン・ウェイン・ゲイシー）から取り、”Bunch”は1970年代のシチュエーション・コメディである「The Brady Bunch（ゆかいなブレディー家）」から取ったものである。1995年1月8日、バンドはパール・ジャムのラジオの衛星放送であるSelf-Pollutionに出演し、「Lifeless Dead（邦題：ライフレス･デッド(生気なき死者)）」および「I Don't Know Anything（邦題：アイ･ドント･ノウ･エニシング(意識不明)）」を披露している。これはシアトルからの4時間半に渡る海賊版のラジオ番組（合法である）で、希望すればどのラジオ局でも放送することが可能であった。この2曲のパフォーマンスの模様は2013年3月に発売されたAboveのボックス・セットのDVDで視聴することができる。

### Above(生還)（1995年）
バンドの人気が一段と高まるなか、彼らは唯一のアルバムのレコーディングをし、バンド名をマッド・シーズンに変更した。この名称は幻覚誘発性のあるキノコが生える時期の通称であり、さらにマクレディ自身が「アルコールと薬物を乱用していた時期」を指している。アルバムAboveは、ハートのアン&ナンシー・ウィルソン姉妹がオーナーを務めていたシアトルのバッド・アニマルズ・スタジオでレコーディングされ、まず10曲がマッド・シーズンとパール・ジャムのサウンドエンジニアであったブレット・イライアソンによって共同制作された。この作品にはスクリーミング・トゥリーズのフロントマン兼ソロ・アーティストのマーク・ラネガンによるゲストボーカルと彼が書いた歌詞も含まれている。マクレディは、「俺達はマッド・シーズンの全ての音楽を約7日間で完成させた。レインがボーカルパートを完了させるのにあと数日かかっただけだ。俺達は2回のリハーサルとショーを4回だけおこなった後ずっと集中して作品の制作に取り組んだんだ。」と語っている。アルバムは1995年3月14日にコロムビア・レコードからリリースされ、決定的・商業的な成功を収めた。1995年のうちにビルボード200において24位に上り詰め、このアルバムから「River of Deceit」（Mainstream Rock Tracksで2位、Modern Rock Tracksで9位）および「I Don't Know Anything」（Mainstream Rock Tracksで20位）の2曲がシングルカットされた。そしてAboveは1995年6月14日にゴールド・ディスクに認定された。

### 活動休止、改名、そして解散
バンドは活動休止前の1995年の春期までコンサートを続けていたため、メンバー達はメインのバンドの活動に戻ることができた。この時期に、1995年4月29日にシアトルのムーア・シアターで収録されたライブの模様を収めた「Live at the Moore」がVHSでリリースされた。同時期にジョン・レノンのトリビュート・アルバムである「Working Class Hero（邦題：ワーキング・クラス・ヒーロー）」に、ジョン・レノンの「I Don't Wanna Be a Soldier（邦題：アイ・ドント・ワナ・ビー・ア・ソルジャー(兵隊にはなりたくない)）」のカバー曲を提供している。1996年に「River of Deceit」のライブバージョンがコンピレーション・アルバムの「Bite Back: Live at Crocodile Cafe」で世に出たが、この時にはすでにマッド・シーズンは長らく休止状態であったためマクレディとマーティンはそれぞれのバンドでの活動に戻り、ソーンダースはザ・ウォークアバウツに加入した。
1997年にマクレディ、ソーンダースそしてマーティンがマッド・シーズンを復活させようと試みたが、ステイリーの健康状態は重篤なドラッグ依存によって脅かされており、彼は1996年7月のアリス・イン・チェインズのコンサート以降二度と公演をおこなうことはなかった。それによりマッド・シーズンはボーカリストが欠員という状態になってしまった。ステイリーと共に活動が出来なくなったため、バンドはAboveでゲストボーカルを務めライブにも登場したマーク・ラネガンを新しいボーカリストとして迎えた。フロントマンが交代したので、1997年の終わりにバンド名をDisinformationに変更した。
1998年にDisinformationのデビューアルバムの制作が始まる見込みだったが、全メンバーの多忙なスケジュール下で同時にスタジオ入りすることが困難となった。一年の間に4人は徐々にばらばらになっていき、アルバム制作は一層実現から遠のいてしまっていた。この計画に対して決定的な打撃を与えたのは、1999年1月のソーンダースのヘロインの過剰摂取による死去であった。メンバー達は彼の死を知り深い悲しみに暮れた。今まで公式発表はなされていないが、ステイリーが1999年7月のアリス・イン・チェインズのインタビューの中で、マッド・シーズンが解散したことを認めている。

### 一時的な再結成
マクレディが例年おこなっているクローン病患者のための慈善コンサートが2012年5月23日にシアトルのShowbox Theaterにて開催され、マクレディとマーティンが再び一緒にステージに上がった。ボーカルはLoadedのボーカリストであるJeff Rouseが務め、ベーシストはThe RockfordsのRick Frielであった。
同年にマーティン、マクレディおよび元ガンズ・アンド・ローゼズのベーシストであるダフ・マッケイガンは、ボーカリストのJeff Angell及びキーボードのBenjamin Andersonと共にアルバム「Walking Papers」を発表した。このコラボレーションに駆り立てられ、マーティン、マクレディとマッケイガンはマッド・シーズンの未発表の作品を見直す作業についた。2012年7月には、マーティンはマッド・シーズンの新作でマーク・ラネガンが何曲かボーカルをとることを認めた。
マーティンは2012年10月にマッド・シーズンのボックス・セットについて以下の通り発表した：
俺達の旅立った兄弟達を称え、マイクと俺は2013年3月12日に世に出るマッド・シーズンのボックス・セットを監督した。この作品はAboveのリマスター版、ムーア・コンサートの5.1サラウンド・サウンド版DVD、そして幾つかのライブの未発表作が含まれている。最もエキサイティングなものは、俺達がセカンドアルバムのために制作を開始したがベイカーとレインの死去のため完成しなかった曲にマーク・ラネガンが詞と歌を入れてくれた3曲だ。その内の一つはR.E.M.のギタリストのピーター・バックと共作をし、残りの2曲は俺とマイクが書いた。マッド・シーズンの曲で最もヘビーかつ美しい3曲で、レインとベイカーは大いに気に入るだろう。
Aboveのデラックス・エディションは2013年4月にレガシー・レコーディングスからリリースされた。この3枚組ボックス・セットの内訳は2枚のCDと1枚のDVDであり、デジタルリマスター版のAboveのCD、ジョン・レノンのカバー曲の「I Don't Wanna Be a Soldier」、未完成のセカンドアルバムからの数曲にラネガンが歌詞と声を入れた数曲、1995年4月29日におこなった「Live at the Moore」の公演が収録されたCD及びDVD、そしてこれまで公開されたことのなかった今は存在しないシアトルのクラブRKCNDYで開催された年越しライブのフルバージョンの映像で構成されている。
マッド・シーズンは2015年1月30日にシアトルのベナロヤ・ホールでおこなわれたシアトル交響楽団との「Sonic Evolution」と題したスペシャルコンサートでもう一度再結成された。このコンサートではクリス・コーネルがステイリーの代わりを、そしてマッケイガンがソーンダースの代わりにベースを弾いている。

## 音楽性
マクレディはAboveの収録曲について、「ジャズ風、ブルース、そしてアリーナ・ロックの曲調が見られる」と述べている。レビューが改定される前、オールミュージックのStephen Thomas Erlewineはこのアルバムについて「アリス・イン・チェインズとパール・ジャムを掛け合わせたような音で、アリス・イン・チェインズの重々しい深刻さと、パール・ジャムのうねった70年代のギターロックが90年代にアップデートされたものを取り入れたようだ。」と語っている。ステイリーの歌詞は彼の個人的なトラブルを扱ったものだとマーティンは話し、続けて「レイン・ステイリーは、音楽を通じてスピリチュアルなメッセージを伝える使命があると感じていた。」と述べた。作詞の過程でステイリーはカリール・ジブラン著『預言者』を読んでおり、この経験が歌詞とアルバムの全体的な色合いに強い影響を与えている。「I Don't Know Anything」はヘビー且つブルースの影響を受けた一曲で、「Long Gone Day（邦題：ロング･ゴーン･デイ(遠き過去)）」からはジャズの影響が垣間見え、サンバ・スタイルのベース、木琴、そしてサックスが組み合わせられている。
2013年のデラックス版のライナーノーツ内で、オリジナルリリース版のAboveの曲の歌詞は全てステイリーが手掛けた旨が記されている。彼のアリス・イン・チェインズでの多くの作品でもそうだったように、ステイリーの詞は依存症に対しての苦闘に加え、彼の他の個人的なトラブルに関連していた。歌詞のみに注目すると、「River of Deceit」の大半はカリール・ジブランの『預言者』に影響を受けている。ラネガンは「I'm Above（邦題：アイム･アバヴ(自我生還)）」と「Long Gone Day」でゲストボーカルとして参加し、マクレディとマーティンと共にこれらの曲の作曲者としてクレジットされている。また、ラネガンはデラックス版のディスク1に収録のボーナストラック3曲（Locomotive、Black Book of FearそしてSlip Away）の歌詞を書いている。ピーター・バックは「Black Book of Fear」の共同制作者としてマクレディ、マーティン、ソーンダースおよびラネガンと共にクレジットされている。

## メンバー

### 公式メンバー
- バレット・マーティン（スクリーミング・トゥリーズ）- ドラム（1994年-1999年、2012年、2014年-2015年）

- マイク・マクレディ（パール・ジャム）- リードギター（1994年-1999年、2012年、2014年-2015年）
- ジョン・ベイカー・ソーンダース（英語版）（後にザ・ウォークアバウツ（英語版）に加入）- ベース（1994年-1999年。1999年死去）
- レイン・ステイリー（アリス・イン・チェインズ）- ボーカル、リズムギター（1994年-1997年。2002年死去）
- マーク・ラネガン（英語版）（スクリーミング・トゥリーズ、後にクイーンズ・オブ・ザ・ストーン・エイジに加入）- ボーカル（1995年、1997年-1999年。2022年死去）

### 追加の演奏者
- スケリック（英語版） - サックス、パーカッション（1994年-1995年）
- クリス・コーネル - ボーカル（2015年。2017年死去）
- ダフ・マッケイガン - ベース（2015年）
- マット・キャメロン - ドラム（2015年）

## ディスコグラフィー

### アルバム
| 年   | アルバム詳細 | チャート最高位 | チャート最高位 | チャート最高位 | チャート最高位 | チャート最高位 | 認定       |
| 年   | アルバム詳細 | US             | CAN            | NOR            | SWE            | UK             | 認定       |
| ---- | --- | -------------- | -------------- | -------------- | -------------- | -------------- | ---------- |
| 1995 | Above（生還） - 発売日: 1995年3月14日 - レーベル: コロムビア・レコード - フォーマット: CD, カセット・テープ (CS), LP | 24             | 65             | 24             | 46             | 41             | - US: Gold |

### シングル曲
| 年                                         | 曲                    | チャート最高位 | チャート最高位 | チャート最高位 | チャート最高位 | アルバム      |
| 年                                         | 曲                    | US Alt.        | US Main.       | CAN            | CAN Alt.       | アルバム      |
| ------------------------------------------ | --------------------- | -------------- | -------------- | -------------- | -------------- | ------------- |
| 1995                                       | River of Deceit       | 9              | 2              | 68             | 8              | Above（生還） |
| 1995                                       | I Don't Know Anything | —              | 20             | —              | —              | Above（生還） |
| 1995                                       | Long Gone Day         | —              | —              | —              | —              | Above（生還） |
| "—" は未発売またはチャート圏外を意味する。 |                       |                |                |                |                |               |

### 公式ミュージック・ビデオ
- 1995年 -「River of Deceit（邦題：リヴァー･オブ･ディシート(偽りの河)）」

### ビデオ
| 年   | ビデオ詳細                                                                                     | US チャート最高位 |
| ---- | ---------------------------------------------------------------------------------------------- | ----------------- |
| 1995 | Live at the Moore - 発売日: 1995年8月29日 - レーベル: コロムビア・レコード - フォーマット: VHS | 24                |

### その他の楽曲
| 年   | 曲                         | 収録アルバム等                               | レーベル        |
| ---- | -------------------------- | -------------------------------------------- | --------------- |
| 1995 | I Don't Wanna Be a Soldier | Working Class Hero: A Tribute to John Lennon | Hollywood       |
| 1996 | River of Deceit (live)     | Bite Back: Live at Crocodile Cafe            | PopLlama        |
| 2017 | Ascension                  | The Singing Earth                            | Sunyata Records |

## その他
Aboveのアルバムジャケットのアートワークはレイン・ステイリーが手掛けており、イラストの2人の男女はステイリーと彼の元婚約者の写真を基にして描かれたものである。アルバムのタイトルは収録曲である「I'm Above（邦題：アイム･アバヴ(自我生還)）」から取られている。